# Андреас Ванк
Андреас Ванк  (нім. Andreas Wank, 18 лютого 1988) — німецький стрибун з трампліна, олімпійський чемпіон та медаліст, призер чемпіонатів світу.
Золоту олімпійську медаль та звання олімпійського чемпіона Андреас Ванк виборов у складі збірної Німеччини на Іграх 2014 року в Сочі в командних змаганнях на великому трампліні.

## Виступи на Олімпіадах
| Олімпіада     | Дисципліна                 | Місце |
| ------------- | -------------------------- | ----- |
| Ванкувер 2010 | великий трамплін, особисті | 28    |
| Ванкувер 2010 | великий трамплін, командні | 2     |